# Nallachius martosi
Nallachius martosi är en insektsart som beskrevs av Monserrat 2005. Nallachius martosi ingår i släktet Nallachius och familjen Dilaridae. Inga underarter finns listade i Catalogue of Life.